# 18156 Kamisaibara
18156 Kamisaibara (2000 PU4) là một tiểu hành tinh vành đai chính.